# Lijst van vlaggen van Papoea-Nieuw-Guineese deelgebieden

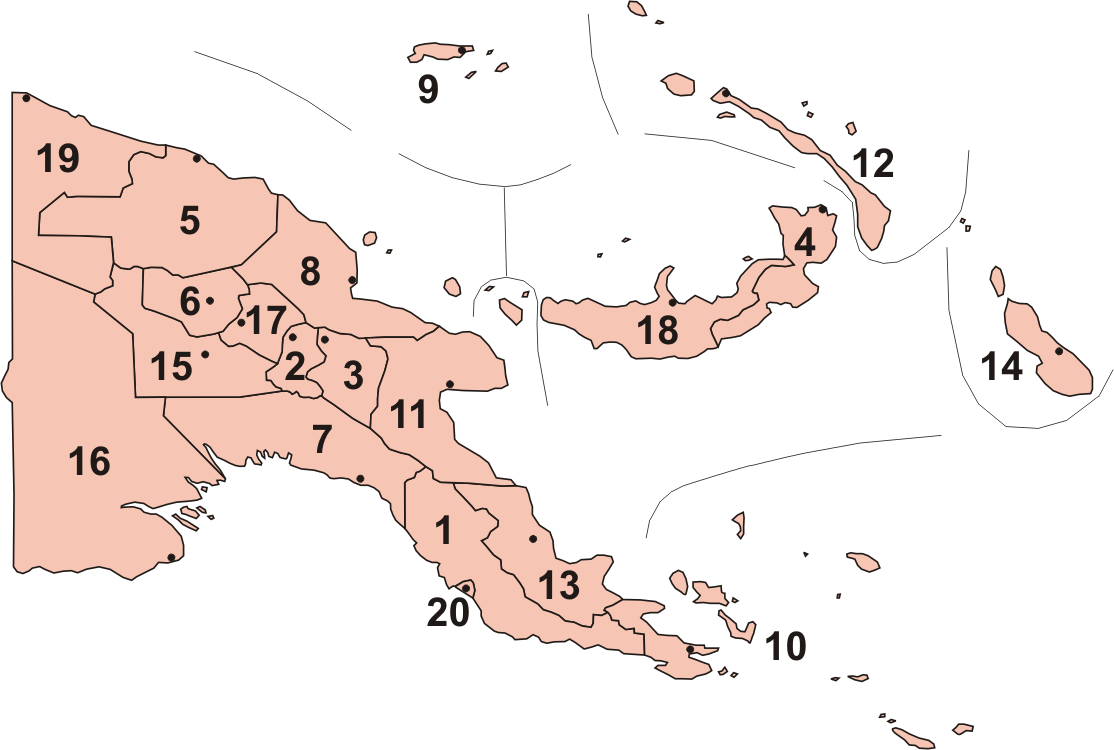
Deelgebieden van Papoea-Nieuw-Guinea

Dit artikel bevat een lijst van vlaggen van Papoea-Nieuw-Guineese deelgebieden. Papoea-Nieuw-Guinea is ingedeeld in twintig provincies, een autonoom gebied en het hoofdstedelijk district.
Klik op 'vlag' onder de naam van een gebied om naar het artikel over de betreffende vlag te gaan.

## Vlaggen van provincies

Central (1): Vlag
Chimbu (2): Vlag
Eastern Highlands (3): Vlag
East New Britain (4): Vlag
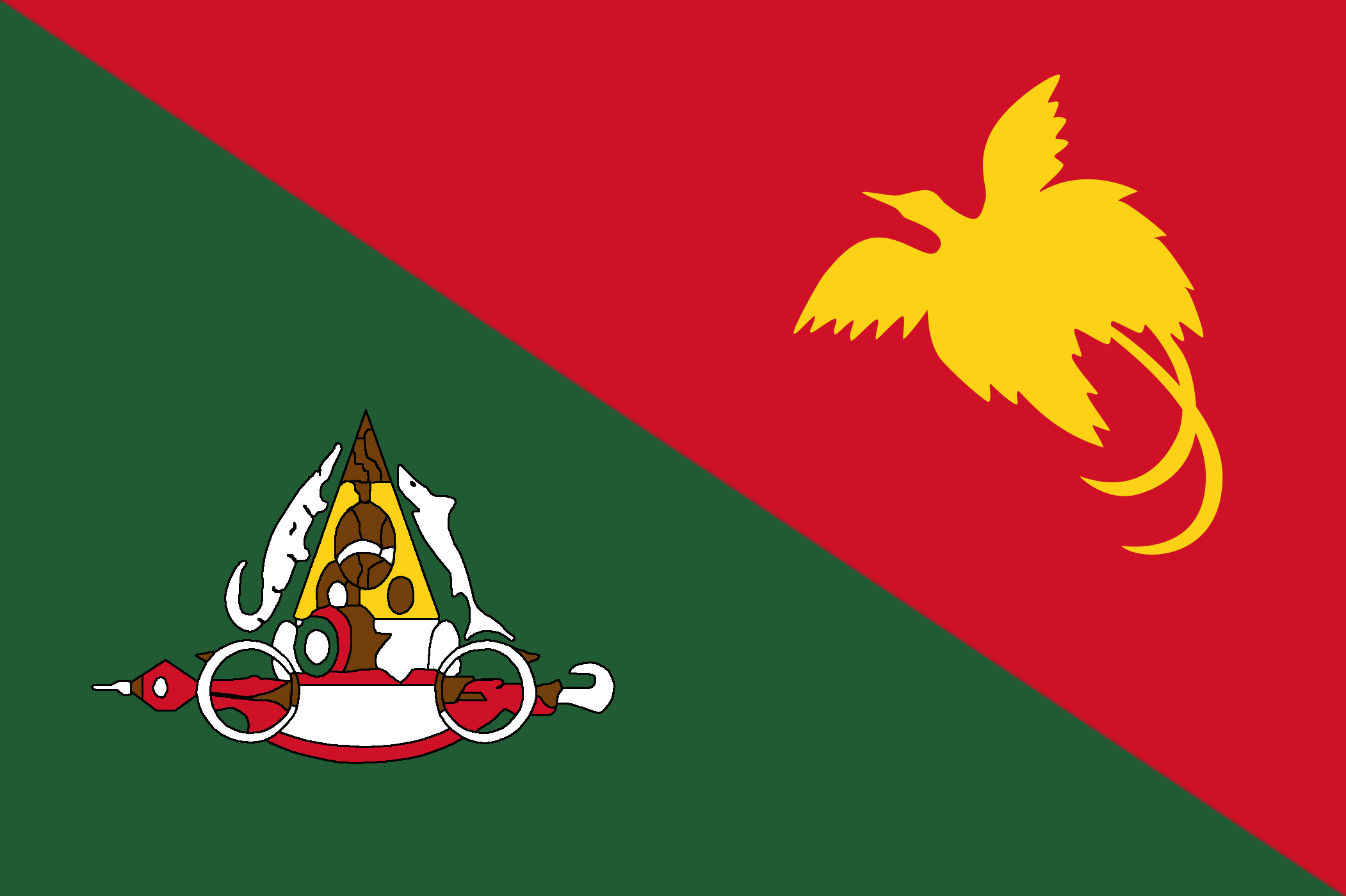
East Sepik (5): Vlag
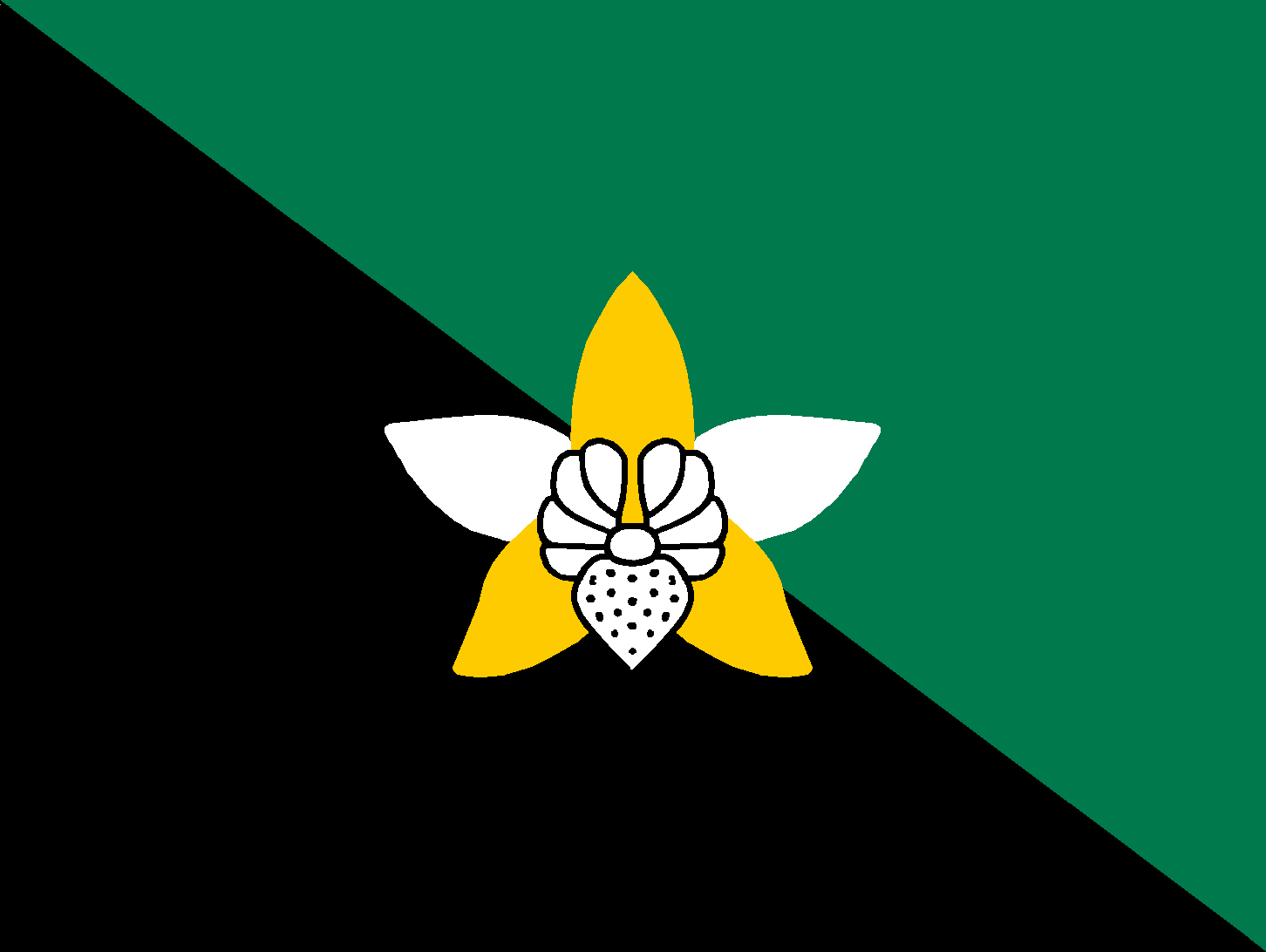
Enga (6): Vlag
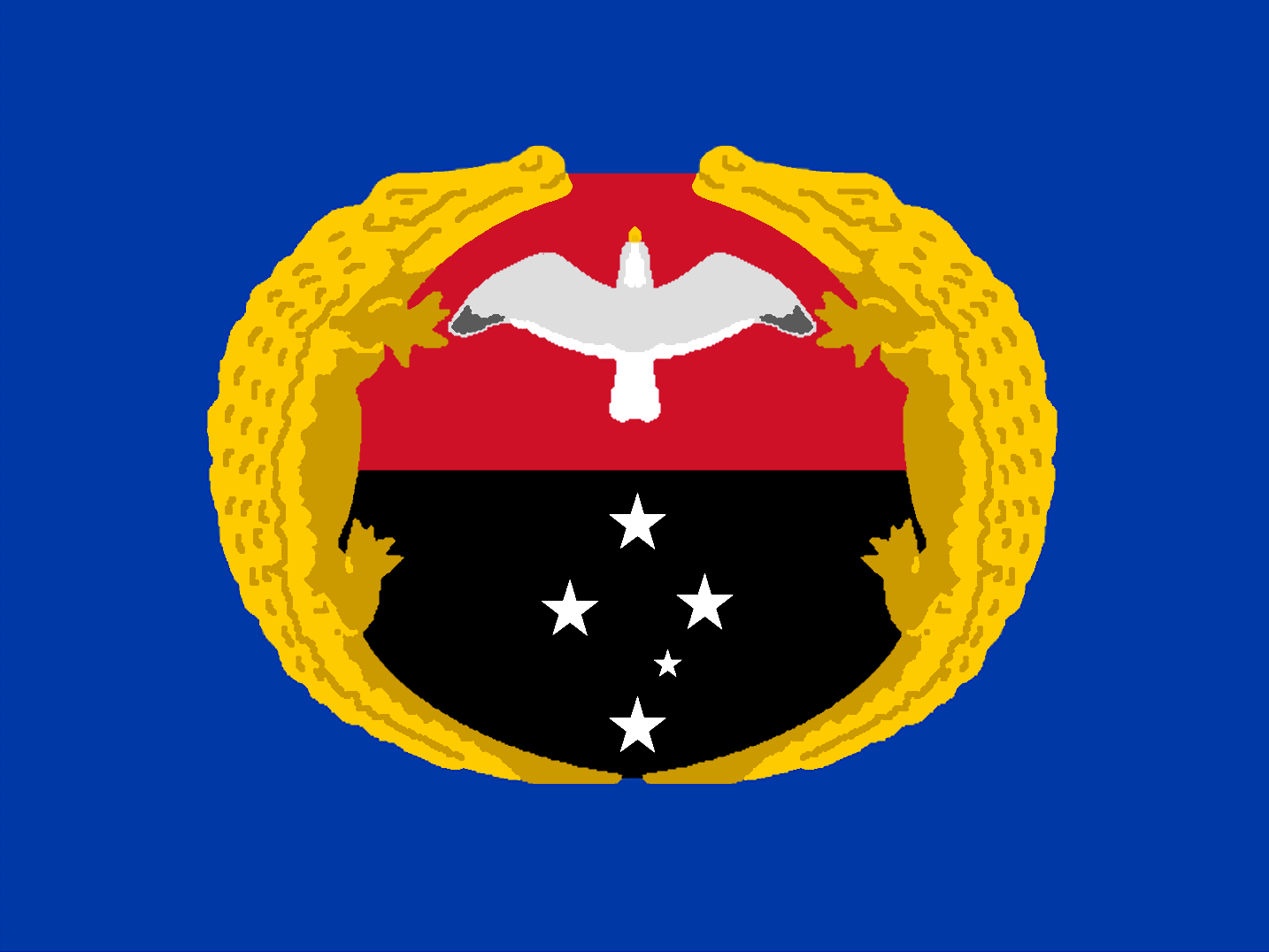
Gulf (7): Vlag
Hela (15): Vlag
Jiwaka (17): Vlag
Madang (8): Vlag
Manus (9): Vlag
Milne Bay (10): Vlag
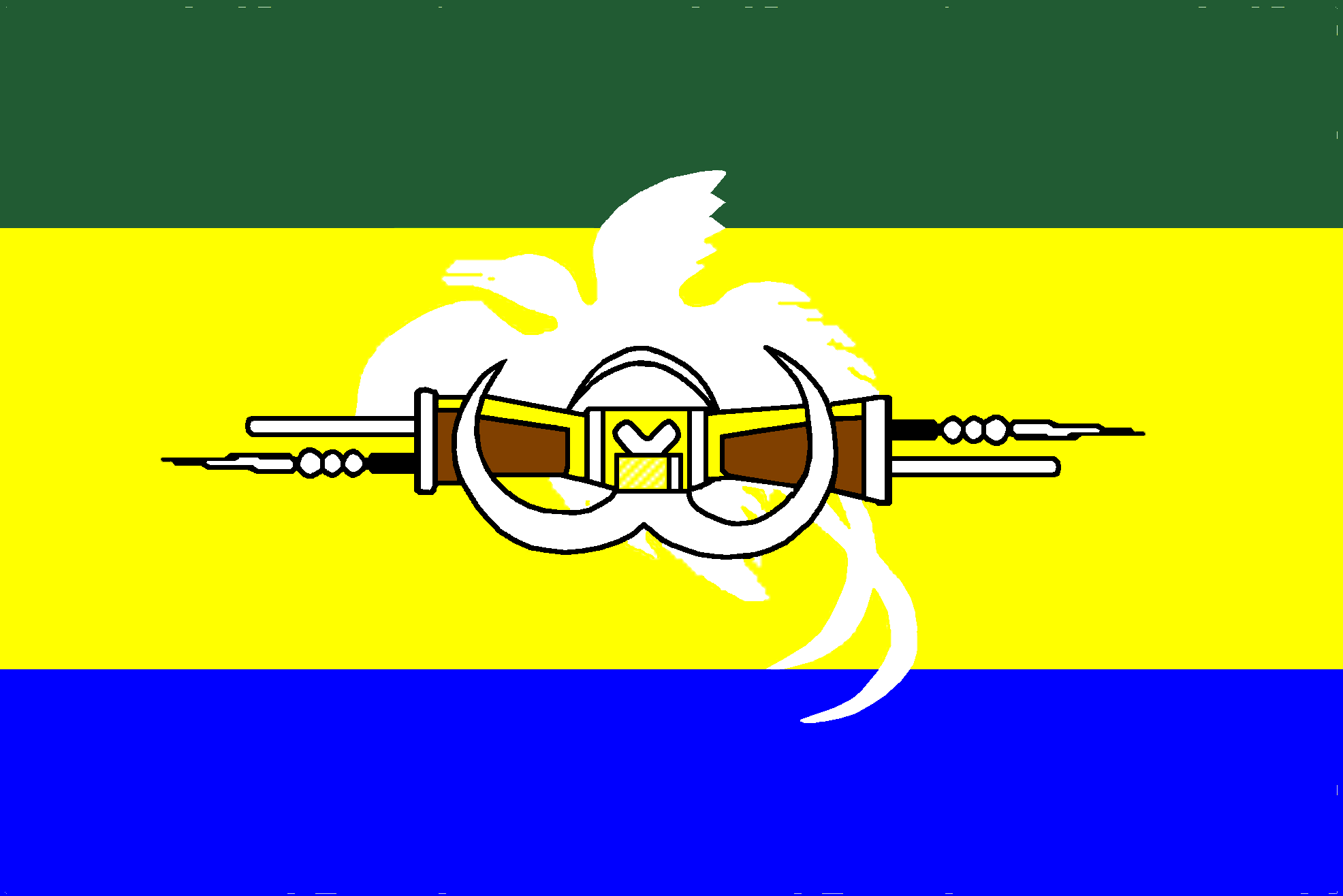
Morobe (11): Vlag
New Ireland (12): Vlag
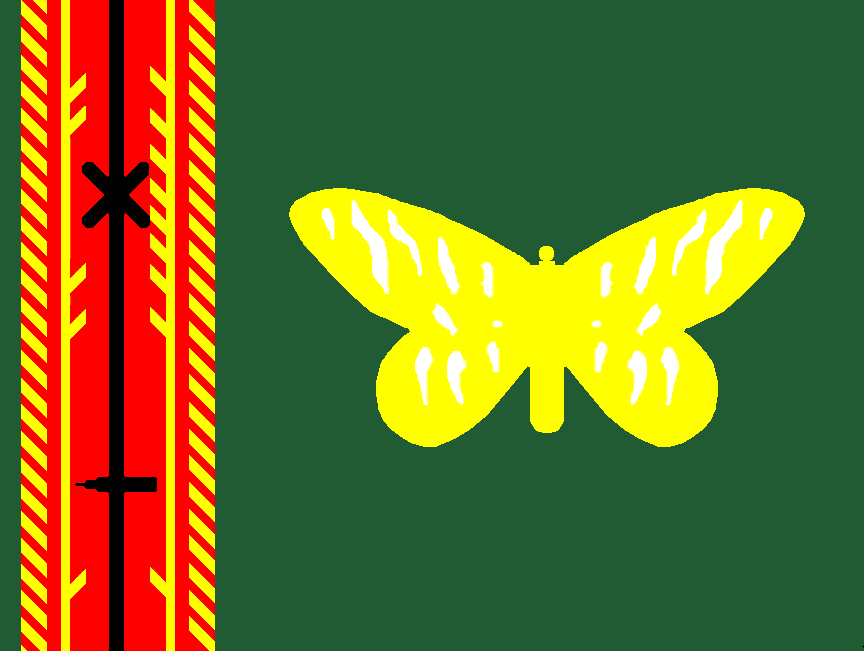
Oro (13): Vlag
Sandaun (19): Vlag
Southern Highlands (15): Vlag
Western (16): Vlag
Western Highlands (17): Vlag
West New Britain (18): Vlag

## Vlaggen van autonome provincies
| Kaart | Autonome provincie | Vlag | Artikel over de vlag  | Ratio | Ingebruikname    |
| ----- | ------------------ | ---- | --------------------- | ----- | ---------------- |
|       | Bougainville (14)  |      | Vlag van Bougainville | 2:3   | 1 september 1975 |

## Vlag van het Hoofdstedelijk District

National Capital District (20): Vlag